# Arlindo (1899–1945)
Arlindo Correia Pacheco (ur. 30 grudnia 1899 – zm. 23 czerwca 1945 w Rio de Janeiro) – brazylijski piłkarz znany jako Arlindo lub Arlindo Pacheco, napastnik.
Jako gracz klubu America Rio de Janeiro wziął udział w turnieju Copa América 1919, gdzie Brazylia zdobyła tytuł mistrza Ameryki Południowej. Arlindo nie zagrał w żadnym meczu.
Choć do kadry Arlindo po raz pierwszy powołany został już w 1917 roku, w reprezentacji Brazylii zagrał tylko raz - 1 czerwca 1919 roku w zremisowanym 3:3 meczu z Argentyną w ramach Copa Roberto Chery 1919. Arlindo zdobył w tym meczu dla Brazylii 2 bramki.
Wkrótce potem Arlindo przeniósł się do klubu Botafogo FR, w którego barwach w 1920 roku zdobył 18 bramek i został królem strzelców mistrzostw stanu Rio de Janeiro.
Później grał także w klubie Bangu AC.